# ایستگاه متروی یادگار امام
ایستگاه مترو یادگار امام یکی از ایستگاه‌های خط ۶ متروی تهران است که در بزرگراه یادگار امام، تقاطع بلوار مرزداران واقع شده‌است. این ایستگاه در ۲۳ اسفند ۱۳۹۹ تأسیس شده‌است و هفتمین ایستگاه تاسیس شده در خط ۶ متروی تهران و صد و سی و دومین ایستگاه افتتاح شده در بین ایستگاه‌های مترو تهران می‌باشد.